# 中本栞菜
中本 栞菜（なかもと かんな、1998年11月27日 - ）は、ウェザーマップ所属の気象予報士。和歌山県出身。

## 略歴
和歌山県の進学校である和歌山県立桐蔭中学校、桐蔭高校を卒業。
愛知教育大学卒業後の2021年、中部ケーブルネットワーク（現・CCNet）に入社、春日井局に配属。同社で情報番組キャスター、リポーターを担当する他、スタッフとして番組制作にも携わる。
2023年3月に気象予報士の資格を取得し、同年9月30日を以てCCNetを退社、翌日ウェザーマップに入社。
2024年4月1日から『ピタニュー』に気象予報士として出演。

## 人物
- 資格は気象予報士の他、幼稚園教諭二種、小学校教諭一種、中学校教諭一種（理科）の各教員免許を保有している[1]。
- 趣味はサッカー観戦、ランニング、テレビ鑑賞、みかんの早剥き早食い、美味しいみかんを見分けること[1]。
- みかんの産地和歌山県出身だけあってみかん愛が強く、愛教大在学中の2019年9月には7代目有田みかん大使の一人に選出された[2]。
- 先述の通り、サッカー観戦を趣味の一つとしているが、Jリーグ・セレッソ大阪の公式プロモーション動画にも出演したことがある。
- 女優の橋本環奈と名前の読みが同じ且つ同学年であるだけでなく、CCNet時代には取材先で「橋本環奈に似ている」とよく言われたことがある。また、2023年には中本が後輩のCCNet男性社員に「中本さん、ぶっちゃけ知名度低いっすね」と言われ「何ですって！」とキレたあと「怒ったかんな、覚えてかんな、中本かーんな！」と、橋本の持ちネタのパロディで締める新春キャスターPR映像が制作された。
- 2023年新春企画としてCCNet春日井局エリアで放送の、同局エリアの小牧市に所在する誉高校から前年のプロ野球ドラフト会議で福岡ソフトバンクの1位指名を受け同球団と契約したイヒネ・イツアへの単独インタビューではインタビュアーを務めた。

## 担当番組

### 現在
- ピタニュー（2024年4月1日 - 、広島ホームテレビ）気象予報士

### 過去
全て中部ケーブルネットワーク→CCNet時代に出演。
- ウィークリーこまき（キャスター、リポーター）
- 小牧市政だより（ナレーター）
- Cちゃんのぐるめポケット（リポーター）
- 小鈴木[3]100%（アシスタント）